# 阿盧米內湖
38°55′S 71°08′W / 38.917°S 71.133°W

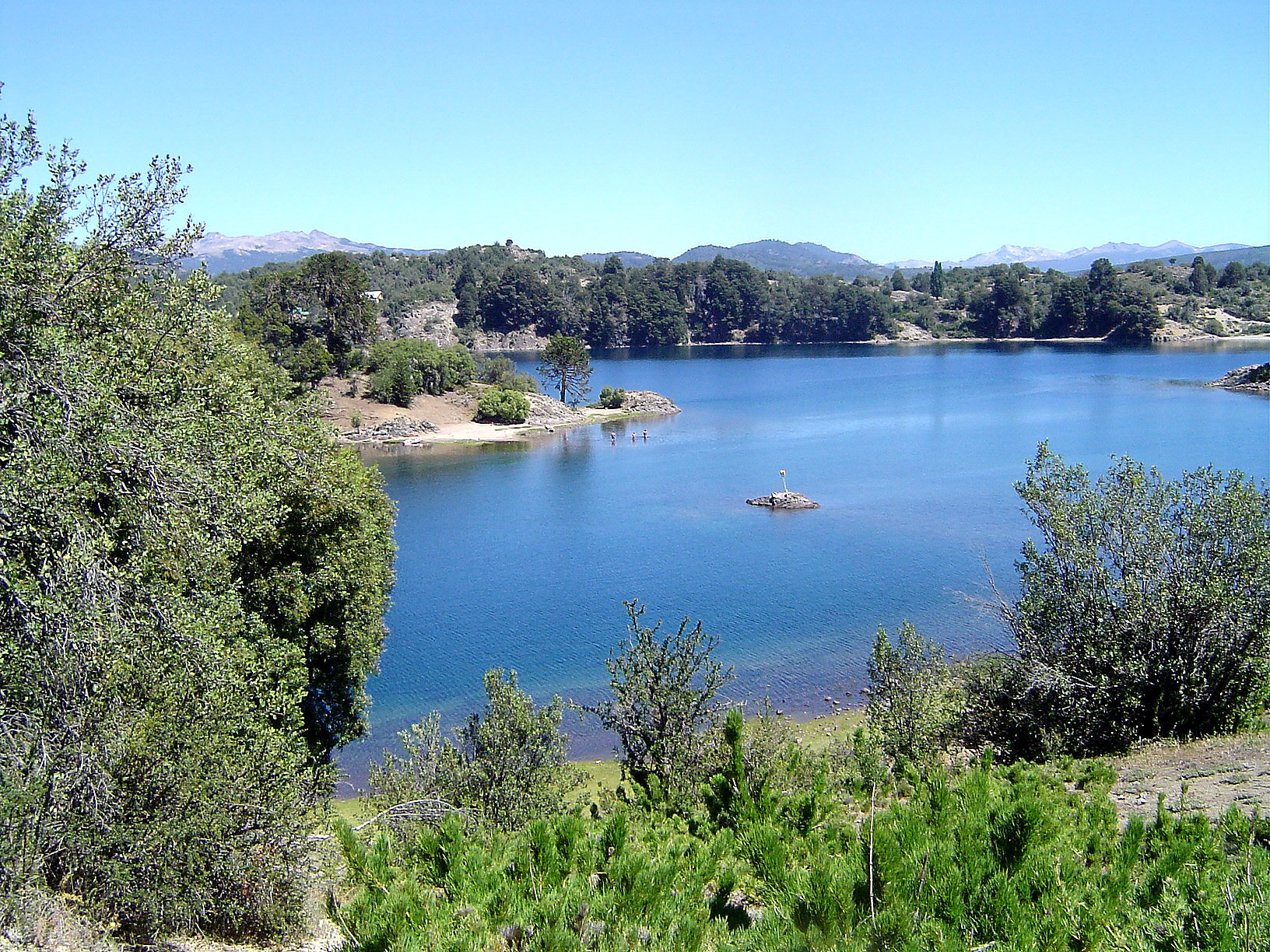
阿盧米內湖

阿盧米內湖（西班牙語：Lago Aluminé）是阿根廷的湖泊，位於該國西部，由內烏肯省負責管轄，面積57平方公里，海拔高度1,125米，湖岸線長度54公里，平均水深69米，最大水深165米。

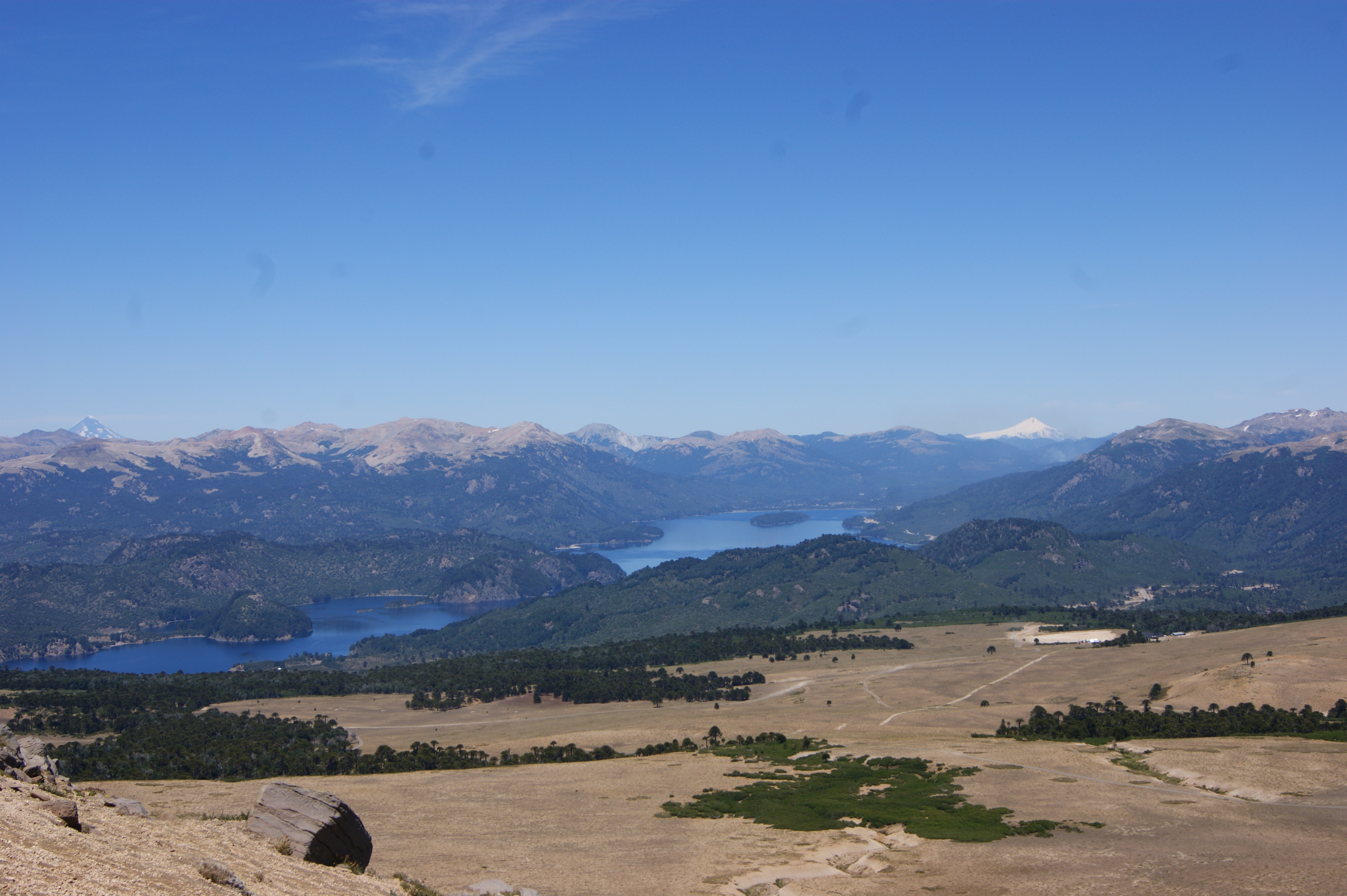
遠眺湖景

## 外部連結
- Alumine Lake